# Хокејашка лига Србије 2022/23.
Хокејашка лига Србије 2022/23. је седамнаесто такмичење које се одржава под овим именом од стране Савеза хокеја на леду Србије. Ове сезоне такмичила су се два клуба.
Црвена звезда и Војводина такмичили су се у ИХЛ лиги, а затим су клубови састали у финалу домаћег првенства.

## Клубови
| Клуб            | Град            | Арена                 | Капацитет       | Основан         |
| Активни клубови | Активни клубови | Активни клубови       | Активни клубови | Активни клубови |
| --------------- | --------------- | --------------------- | --------------- | --------------- |
| Војводина       | Нови Сад        | СПЕНС                 | 1.000           | 1957            |
| Црвена звезда   | Београд         | Ледена дворана Пионир | 2.000           | 1946            |

## Финале
| Датум         | Клуб          | Клуб          | Резултат | Трећине         |
| ------------- | ------------- | ------------- | -------- | --------------- |
| 25. март 2023 | Црвена звезда | Војводина     | 5:3      | (3:2, 0:1, 2:0) |
| 30. март 2023 | Војводина     | Црвена звезда | 2:7      | (0:3, 1:2, 1:2) |

| Првак Хокејашке лиге Србије 2022/23. |
| ------------------------------------ |
| СКХЛ Црвена звезда 5. титула.        |